# لاکی ایر
لاکی ایر (به انگلیسی: Lucky Air) یک شرکت هواپیمایی با کد یاتا 8L است که در ۱ ژوئیه ۲۰۰۴ میلادی تأسیس شده‌است. دفتر مرکزی در کون‌مینگ، یون‌نان، جمهوری خلق چین واقع شده‌است و قطب این شرکت هواپیمایی در فرودگاه بین‌المللی کونمینگ چانگشوی قرار دارد و به ۴۰ مقصد، پرواز انجام می‌دهد.